# Джумаєва Махпірат
Махпірат (Махфірат) Джумаєва (1917, тепер Кашкадар'їнська область, Узбекистан — ?) — радянська узбецька діячка, голова колгоспу «Худжум» Каршинського району Кашкадар'їнської області, секретар Каршинського райкому КП Узбекистану Кашкадар'їнської області. Депутат Верховної ради СРСР 3—4-го скликань.

## Життєпис
У 1938—1949 роках — вчителька початкової сільської школи в Узбецькій РСР. Одночасно вибиралася секретарем комсомольської організації колгоспу, редагувала колгоспну стінну газету «Голос колгоспника».
Закінчила Каршинське педагогічне училище.
Член ВКП(б) з 1948 року.
З 1949 року — голова правління колгоспу «Худжум» Каршинського району Кашкадар'їнської області.
На 1954 рік — секретар Каршинського районного комітету КП Узбекистану Кашкадар'їнської області.
Подальша доля невідома.